# Segezhsky (huyện)
Huyện Segezhsky (tiếng Nga: Сеге́жский  райо́н) là một huyện hành chính tự quản (raion), của Cộng hòa Karelia, Nga. Huyện có diện tích 10642 kilômét vuông, dân số thời điểm ngày 1 tháng 1 năm 2000 là 15900 người. Trung tâm của huyện đóng ở Segezh.